# 15 декабря
15 декабря — 349-й день года (350-й в високосные годы) по григорианскому календарю.
До конца года остаётся 16 дней.
До 15 октября 1582 года — 15 декабря по юлианскому календарю, с 15 октября 1582 года — 15 декабря по григорианскому календарю.
В XX и XXI веках соответствует 2 декабря по юлианскому календарю.

## Праздники и памятные дни
См. также: Категория:Праздники 15 декабря

### Международные
- День Заменгофа (праздник эсперантистов).

### Национальные
- Нидерланды — день королевства.
- Россия — день образования радиотехнических войск ВВС РФ (1951 год).
- Россия — День памяти журналистов, погибших при исполнении профессиональных обязанностей.
- Украина — день работников суда.

### Религиозные
Православие
- Память пророка Аввакума (VII в. до н. э.);
- память преподобного Афанасия, затворника Печерского, в Ближних пещерах (ок. 1176), и другого Афанасия, затворника Печерского, в Дальних пещерах (XIII в.);
- память мученицы Миропии Хиосской (ок. 251);
- память преподобных Иоанна, Ираклемона, Андрея и Феофила (IV в.)[4];
- память преподобного Исе (Иессея), епископа Цилканского (VI в.);
- память святого Стефана Уроша V, царя Сербского (1367);
- память священномученика Матфея Александрова, пресвитера (1921);
- память священномученика Димитрия Благовещенского, пресвитера и преподобноисповедницы Веры Графовой, послушницы (1932);
- память священномучеников Алексия (Бельковского), архиепископа Великоустюжского, Константина Некрасова, Николая Заболотского, Сергия Кудрявцева, Владимира Проферансова, Иоанна Державина, Феодора Алексинского, Николая Виноградского, Иоанна Днепровского, Николая Сафонова, Павла Понятского, Сергия Фелицына, пресвитеров, преподобномучеников Данакта (Калашникова), Космы (Магды), иеромонахов, преподобномучениц Маргариты (Закачуриной), Тамары (Проворкиной), Антонины (Степановой), монахинь; Марии Журавлёвой, послушницы; мученицы Матроны Конюховой (1937);
- память преподобномученицы Марии (Цейтлин), монахини (1938);
- память мученика Бориса Успенского (1942).

### Именины
- Католические: Валерьян, Мария, Цилина.
- Православные: Аввакум, Андрей, Афанасий, Владимир, Елена, Иван, Кирилл, Константин, Маргарита, Мария, Матвей, Николай, Сергей, Степан, Тамара

## События
См. также: Категория:События 15 декабря

### До XIX века
- 345 — папой Римским Иулием I во епископа был поставлен Святой Евсевий — первый епископ Верчелли.
- 533 — в битве у Тикамерона (Трикамар) армия византийского полководца Велизария разбила войско короля вандалов Гелимера, вскоре государство вандалов в Африке и вовсе перестало существовать.
- 687 — Сергий I (лат. Sergius PP. I) становится 84-м римским папой.
- 944 — Романа I свергли его сыновья, надеясь править самостоятельно, однако это вызвало народные волнения, которые утихли лишь когда императором провозгласили Константина. Через 40 дней их сослали в монастырь.
- 1055 — с формального согласия халифа аль-Каима в Багдад торжественно вступили турки-сельджуки под предводительством Тогрул-бека.
- 1256 — армия Хулагу начала штурм Аламута.
- 1390 — севильские евреи подали королю коллективную жалобу на действия церковных властей.
- 1448 — митрополитом — предстоятелем Русской Православной Церкви собор русских епископов поставил рязанского епископа Иону.
- 1589 — кардинал де Бурбон приказывает прекратить отливать монеты с профилем умершего Генриха III и начать чеканить со своим профилем.
- 1598 — 20 тысяч японских солдат из крепостей в Сачхоне, Намхэ и Косоне под командованием генерала Симадзу Ёсихиро погрузились на 500 кораблей и отправились на выручку блокированным в Корее войскам.
- 1649 — основана Шведская Африканская компания (швед. Svenska Afrikanska Kompaniet) или Гвинейская компания (швед. Guineakompaniet) — шведская торговая компания, для торговли с Африкой.
- 1762 — императрица Екатерина II подписала Манифест «О позволении иностранцам, кроме жидов, выходить и селиться в России и о свободном возвращении в своё отечество русских людей, бежавших за границу». В этом документе декларировались основные принципы политики нового руководства России: увеличение численности населения страны за счёт привлечения иностранцев и амнистия подданных России, покинувших родину.
- 1791 — в США вступает в действие Билль о правах — десять поправок и дополнений к конституции 1787, законодательно закрепивших основные гражданские права (свобода совести, слова и печати, собраний и ношения оружия).

### XIX век
- 1821 — учреждено «Французское географическое общество».
- 1840 — прах Наполеона Бонапарта торжественно возвращён в Париж.
- 1884 — в Пенсильвании зарегистрировано Общество Сторожевой башни.
- 1899 — сражение при Коленсо.

### XX век
- 1917:
  - декретом ВЦИК и СНК образован Высший совет народного хозяйства (ВСНХ) при Совнаркоме — высший центральный орган по управлению народным хозяйством России;
  - в Кишинёве провозглашена Молдавская демократическая республика (МДР);
  - в Красной Армии вводится первый отличительный знак — красная звезда.
- 1918 — в Вильнюсе совет рабочих депутатов во главе с Пранасом Эйдукявичюсом провозгласил установление советской власти.
- 1919 — захватившие Риеку итальянские националисты под руководством Габриэле д’Аннунцио объявили её независимой Республикой Фиуме.
- 1921 — ВЦИК РСФСР принял декрет «О лишении прав гражданства некоторых категорий лиц, находящихся за границей».
- 1924 — в Германии наступает правительственный кризис (до 15 января 1925).
- 1925 — Греция соглашается выплатить наложенный на неё Лигой Наций штраф за военный инцидент с Болгарией.
- 1930 — в Испании проваливается военный путч против правительства.
- 1937 — началась Греческая операция НКВД — массовые репрессии против греков Советского Союза.
- 1939 — в Атланте в Loew’s Grand Theatre состоялась премьера фильма «Унесённые ветром».
- 1942 — Тихоокеанский театр военных действий Второй мировой войны: началась битва за гору Остин, Скачущую Лошадь и Морского Конька.
- 1943 — Тихоокеанский театр военных действий Второй мировой войны: началась битва за Араве.
- 1952 — Китай отвергает план Индии по перемирию в Корее.
- 1957 — на сессии Генеральной Ассамблеи ООН греческая резолюция о праве Кипра на самоопределение отклонена, так как не набрала необходимых двух третей голосов.
- 1960 — король Непала Махендра приостановил действие конституции, распустил избранный парламент, отправил в отставку кабинет министров, ввёл прямое правление и заключил в тюрьму премьер-министра.
- 1965 — первый групповой полёт американских космических кораблей «Джемини-7» и «Джемини-6А»; впервые в космосе одновременно четыре астронавта (Фрэнк Борман, Джеймс Ловелл, Уолтер Ширра, Томас Стаффорд).
- 1966 — О. Дольфусом (Франция) в Медонской обсерватории в эпоху невидимости колец Сатурна открыт его десятый спутник, названный Янусом.
- 1970 — советская межпланетная станция «Венера-7» успешно совершила посадку на Венере. Первая успешная посадка на другой планете космического аппарата, посланного с Земли.
- 1973 — Американская психиатрическая ассоциация единогласно (13-0) проголосовала за исключение гомосексуальности из официального списка психических расстройств, указанных в Диагностическом и статистическом руководстве по психическим расстройствам.
- 1975 — создано Советское общество по культурным связям с соотечественниками за рубежом (общество «Родина»).
- 1976:
  - на референдуме в Испании избиратели высказываются в пользу перехода к демократии;
  - Независимое Государство Самоа принято в ООН.
- 1978 — Китай и США приходят к соглашению о нормализации дипломатических отношений.
- 1982 — вновь открыта граница между Испанией и британской заморской колонией Гибралтар.
- 1984 — была запущена автоматическая межпланетная станция «Вега-1».
- 1989:
  - Генеральная Ассамблея ООН приняла Второй Факультативный протокол к Международному пакту о гражданских и политических правах;
  - начало революции в Румынии. Население города Тимишоара пытается воспрепятствовать депортации кальвинистского священника Ласло Тёкеша, представителя венгерской общины.
- 1990 — Верховный Совет Киргизской ССР принял Декларацию о государственном суверенитете Кыргызстана.
- 1997 — катастрофа Ту-154 в Шардже (ОАЭ). Погибло 85 человек.
- 2000 — остановлен 3-й энергоблок Чернобыльской АЭС. ЧАЭС полностью выведена из работы.

### XXI век
- 2001 — Пизанская башня вновь открылась для туристов после 11 лет работ по укреплению здания.
- 2005 — многоцелевой истребитель Lockheed/Boeing F-22 Raptor принят на вооружение Военно-воздушных сил США.
- 2010 — крушение судна у острова Рождества, около 50 погибших.
- 2013 — началась Гражданская война в Южном Судане.
- 2014 — захват заложников в Сиднее.
- 2018 — на Украине создана объединённая поместная православная церковь.

## Родились
См. также: Категория:Родившиеся 15 декабря

### До XIX века
- 37 — Нерон (при рожд. Луций Домиций Агенобарб; убит в 68), римский император (54—68).
- 1733 — Самуэл Джонстон (ум. 1816), американский политик, сенатор, губернатор Северной Каролины.
- 1796 — Иоанн Франц Ан (ум. 1865), немецкий педагог.
- 1798 — Антонио Гваданьоли (ум. 1858), итальянский поэт, участник освободительного движения 1830-х и 1840-х гг.

### XIX век
- 1802 — Янош Бойяи (ум. 1860), венгерский математик, один из первооткрывателей неевклидовой геометрии.
- 1807 — Огюст Бартелеми Глэз (ум. 1893), французский художник, мастер жанровой живописи.
- 1832 — Александр Гюстав Эйфель (ум. 1923), французский инженер-строитель.
- 1846 — Эусеби Гуэль (ум. 1918), каталонский промышленник, меценат и политик.
- 1852 — Антуан Анри Беккерель (ум. 1908), французский физик, лауреат Нобелевской премии (1903).
- 1858 — Карл Зелинка (ум. ок. 1935), австрийский зоолог.
- 1859 — Людовик Лазарь Заменгоф (ум. 1917), польский врач и лингвист, создатель языка эсперанто.
- 1860 — Нильс Рюберг Финзен (ум. 1904), фарерско-датский физиотерапевт, основатель светолечения, лауреат Нобелевской премии по физиологии или медицине (1903).
- 1861 — Пер Эвинд Свинхувуд (ум. 1944), президент Финляндии (1931—1937).
- 1881 — Джон Фрейзер (ум. 1959), канадский футболист, олимпийский чемпион (1904).
- 1892 — Жан Пол Гетти (ум. 1976), американский нефтяной магнат, в своё время самый богатый человек планеты.
- 1900 — Василий Абаев (ум. 2001), советский и российский языковед, исследователь иранских языков.

### XX век
- 1903 — Юлий Райзман (ум. 1994), кинорежиссёр, сценарист и педагог, народный артист СССР.
- 1907:
  - Николай Никитин (ум. 1973), советский архитектор, автор проекта Останкинской башни;
  - Оскар Нимейер (ум. 2012), бразильский архитектор;
  - Иосиф Шапиро (ум. 1989), советский кинорежиссёр и сценарист.
- 1910 — Джон Хэммонд (ум. 1987), американский музыкальный продюсер, музыкант и критик.
- 1914 — Анатоль Абрагам (ум. 2011), французский физик, первооткрыватель ядерного антиферромагнетизма.
- 1916 — Морис Уилкинс (ум. 2004), английский биофизик, лауреат Нобелевской премии по физиологии или медицине (1962).
- 1918 — Север Гансовский (ум. 1990), советский писатель-фантаст.
- 1919 — Оке Сейфарт (ум. 1998), шведский конькобежец, олимпийский чемпион (1948).
- 1921 — Алан Фрид (ум. 1965), американский диск-жокей, изобретатель термина рок-н-ролл.
- 1923:
  - Валентин Варенников (ум. 2009), советский военачальник, генерал армии, Герой Советского Союза, депутат Госдумы РФ;
  - Узиэль Галь (ум. 2002), германо-израильский конструктор оружия, создатель пистолета-пулемёта «Узи»;
  - Фримен Дайсон (ум. 2020), американский физик-теоретик, один из создателей квантовой электродинамики;
  - Виктор Шувалов (ум. 2021), советский хоккеист и футболист, олимпийский чемпион по хоккею с шайбой (1956), двукратный чемпион мира, трёхкратный чемпион Европы.
- 1928 — Фриденсрайх Хундертвассер (наст. имя Фридрих Штовассер; ум. 2000), австрийский архитектор и живописец.
- 1932 — Шарль Бозон (ум. 1964), французский горнолыжник, чемпион мира (1962).
- 1934:
  - Мохамед Айдид (ум. 1996), сомалийский военный, самопровозглашённый президент Сомали (1995—1996);
  - Станислав Шушкевич (ум. 2022), белорусский политик, председатель Верховного Совета Республики Беларусь (1991—1994).
- 1937 — Лорена Веласкес (ум. 2024), мексиканская актриса театра и кино.
- 1938 — Фред Антон Майер (ум. 2015), норвежский конькобежец, олимпийский чемпион (1968), чемпион мира и Европы.
- 1948 — Екатерина Шаврина, советская и российская певица, народная артистка РФ.
- 1949 — Дон Джонсон, американский актёр и певец, лауреат премии «Золотой глобус».
- 1950 — Борис Грызлов, бывший председатель Государственной Думы РФ (2003—2011).
- 1952 — Андрей Разбаш (ум. 2006), советский и российский продюсер, режиссёр и телеведущий.
- 1957 — Валентин Юмашев, российский журналист и политик, в 1997—1998 гг. Руководитель Администрации Президента РФ.
- 1959 — Тамара Эйдельман, российский историк, педагог, писательница, переводчик, радиоведущая, блогер, заслуженный учитель РФ.
- 1962 — Игорь Угольников, российский актёр, кинорежиссёр, сценарист, продюсер, телеведущий, певец.
- 1972 — Сете Жибернау, испанский мотогонщик в классе MotoGP.
- 1973 — Сурия Бонали, французская фигуристка, 5-кратная чемпионка Европы в одиночном катании.
- 1980:
  - Анналена Бербок, немецкий политик, министр иностранных дел Германии (с 2021);
  - Юрий Колокольников, российский актёр театра, кино и дубляжа, кинорежиссёр и продюсер.
- 1981 — Роман Павлюченко, российский футболист.
- 1983 — Ван Хао, китайский игрок в настольный теннис, двукратный олимпийский чемпион.
- 1986 — Снежана Онопко, украинская модель.
- 1988 — Стивен Нзонзи, французский футболист, чемпион мира (2018).
- 1992 — Алекс Теллес, бразильский футболист.
- 1996 — Александр Зинченко, украинский футболист.

## Скончались
См. также: Категория:Умершие 15 декабря

### До XIX века
- 1675 — Ян Вермеер (р. 1632), голландский живописец.
- 1683 — Исаак Уолтон (р. 1593), английский писатель.
- 1713 — Карло Маратта (р. 1626), итальянский художник и архитектор эпохи барокко.

### XIX век
- 1805 — Александр Воронцов (р. 1741), русский дипломат, канцлер Российской империи (1802—1805).
- 1848 — Евгений Гребёнка (р. 1812), украинский и русский писатель и поэт.
- 1853 — Георг Фридрих Гротефенд (р. 1775), немецкий филолог, основоположник дешифровки древнеперсидской клинописи.
- 1857 — сэр Джордж Кейли (р.1773), английский учёный и изобретатель.
- 1858 — Евдокия Ростопчина (р. 1812), русская поэтесса, переводчица, драматург и прозаик.
- 1867 — Василий Карпов (р. 1798), русский философ, переводчик, духовный деятель.
- 1884 — Надежда Соханская (р. 1823), русская писательница-прозаик и драматург.
- 1887 — Карл Йегер (род. 1833), немецкий художник, мастер исторической живописи; профессор Нюрнбергской Академии изобразительных искусств[5].
- 1890 — Сидящий Бык (р. ок. 1831), вождь индейского племени, возглавлявший сопротивление вооружённым силам США.
- 1897 — Альфонс Доде (р. 1840), французский писатель.

### XX век
- 1904 — Роман Кондратенко (р. 1857), русский военный инженер, герой обороны Порт-Артура, генерал-лейтенант (посмертно).
- 1909 — Франсиско Таррега (р. 1852), испанский классический гитарист, композитор.
- 1929 — Даниил Заболотный (р. 1866), украинский и российский бактериолог, академик АН СССР (1929), в 1928—1929 гг. президент Всеукраинской академии наук.
- 1938 — Валерий Чкалов (р. 1904), лётчик-испытатель, Герой Советского Союза.
- 1944 — пропал без вести Гленн Миллер (р. 1904), американский лётчик и музыкант: тромбонист, аранжировщик, руководитель одного из лучших свинговых оркестров.
- 1949 — Алиса Бейли (р. 1880), американская писательница, эзотерик.
- 1958 — Вольфганг Паули (р. 1900), швейцарский физик-теоретик, лауреат Нобелевской премии по физике (1945).
- 1962 — Чарльз Лоутон (р. 1899), англо-американский актёр и режиссёр.
- 1964 — Сергей Ожегов (р. 1900), составитель толкового словаря русского языка.
- 1965 — Леонид Гроссман (р. 1888), российский и советский литературовед, писатель.
- 1966 — Уолт Дисней (р. 1901), американский кинорежиссёр и продюсер.
- 1974 — Анатоль Литвак (р. 1902), французский и американский режиссёр украинского происхождения.
- 1975 — Мухтар Ашрафи (р. 1912), узбекский композитор, дирижёр, педагог, народный артист СССР.
- 1976 — Грегуар Кайибанда (р. 1924), президент Руанды (1962—1973).
- 1977 — Александр Галич (р. 1918), русский поэт, сценарист, драматург, автор и исполнитель собственных песен.
- 1979 — Павел Массальский (р. 1904), актёр театра и кино, народный артист СССР.
- 1981:
  - Михаил Жаров (р. 1899), актёр театра и кино, народный артист СССР;
  - Карл Страсс (р. 1886), американский фотограф и кинооператор, обладатель премии «Оскар».
- 1986 — Серж Лифарь (р. 1905), французский танцовщик, хореограф и балетмейстер.
- 1988 — Николай Соколов (р. 1897), советский футболист, вратарь, заслуженный мастер спорта СССР.
- 1989 — Ваня Шутлич (р. 1925), югославский философ.
- 1991 — Василий Зайцев (р. 1915), снайпер 62-й армии Сталинградского фронта, Герой Советского Союза.
- 1993 — Пантелеймон Норцов (р. 1900), оперный и камерный певец, народный артист РСФСР.
- 1996 — Лев Сена (р. 1907), советский физик и автор-исполнитель, один из основоположников авторской песни.

### XXI век
- 2005 — Юрий Кучиев (р. 1919), арктический капитан, первым достигший Северного полюса на ледоколе, Герой Социалистического Труда.
- 2008:
  - Анне-Катарина Вестли (р. 1920), норвежская детская писательница;
  - Валентин Берлинский (р. 1925), виолончелист, руководитель квартета имени Бородина, народный артист РСФСР.
- 2010 — Блейк Эдвардс (р. 1922), американский кинорежиссёр и сценарист.
- 2012 — Константин Ваншенкин (р. 1925), советский и российский поэт, лауреат Государственной премии Российской Федерации.
- 2013 — Джоан Фонтейн (р. 1917), американская актриса, обладательница «Оскара».
- 2023 — Ги Маршан (р. 1937), французский музыкант, певец, актёр.

## Приметы
Пророк Аввакум.
- Если на Аввакума лежит на земле много снега, то летом будет добрый урожай трав[6].